# روبرتو رودريغو
روبرتو رودريغو (بالبرتغالية: Roberto Porfírio Maximiano Rodrigo) هو لاعب كرة قدم برتغالي، ولد في 28 نوفمبر 1988 في بورتو في البرتغال. لعب مع نادي أروكا ونافال.

## وصلات خارجية
- روبرتو رودريغو على موقع قاعدة بيانات كرة القدم.إي يو (الإنجليزية)
- روبرتو رودريغو على موقع Soccerway.com (الإنجليزية)
- روبرتو رودريغو على موقع AS.com (الإسبانية)